# Комет тенк
Комет је био британски крстарећи тенк који је први пут употребљен пред крај Другог светског рата. Често се сматра свеукупно најбољим британским тенком Другог светског рата.

## Производња
Борбена искуства против немачких тенкова у кампањи у Западној пустињи показала је Британцима инфериорност њихових тенкова. Стога је упућен захтев Лејланд Моторс компанији за израду новог тенка који би могао да постигне супериорност над немачким моделима. Из разлога економичности и ефикасности, морао је уз то да користи што је више могуће компонената Кромвел тенка.
Првобитни дизајн је био Чаленџер тенк, који се на крају није показао као успех.
У другом покушају, са ознаком A34, конструктори су решили да користе нову верзију топа од 77 милиметара. Уграђено је још неколико унапређења - побољшан је оклоп, израда трупа и куполе, муниција складиштена у одвојене оклопне магацине, ојачано је вешање, а уграђена је електрично померање куполе.
Први прототип је био спреман у фебруару 1944. године а први примерци испоручени су у септембру. До краја рата произведено је 1,200 тенкова.

## Карактеристике
Комет је имао пет чланова посаде. Погонску групу чинио је дванаестоцилиндрични водено хлађени бензински мотор Ролс-Ројс Метеор тип 3, који је развијао 600 КС и који је тенку омогућавао да на путу развије брзину од 51 km/h. Ходни део тенка чинило је по пет потпорних точкова, четири носача гусеница, лењивци на предњем, а погонски точкови на задњем делу тенка.
Наоружање је чинио брзометни топ Мк 2 калибра 77 mm. Топ је заправо био калибра 76,2 mm, али је намерно именован као 77 mm да би се разликовао од 17-фунташа који је био истог калибра. Споредно наоружање чинила су два митраљеза БЕСА калибра 7,92 mm, један спрегнут са главним наоружањем, а други у телу тенка.
Максимална дебљина оклопа била је 102 mm, а минимална 14 mm.

## Употреба
Британска 11. оклопна дивизија је била прва која је добила нове тенкове почетком 1945. године, и једина дивизија која је њима потпуно опремљена до краја рата. Услед касног стизања на фронт, Комет није учествовао ни у једној од главних битака у току рата, али је учествовао у преласку Рајне и каснијој берлинској победничкој паради у јулу 1945. године. Велика брзина тенка у потпуности је искоришћавана на немачким ауто-путевима.
Током рата у Кореји Комет је служио уз тежи Центурион тенк, који је делимично био базиран на дизајну Комета. Тенк је остао у британској служби до 1958. године, када су преостали тенкови продати страним државама. До осамдесетих година тенк је био коришћен у армијама разних земаља, попут Јужне Африке.